# Luka Modrić
Luka Modrić (kroatisk udtale: [ˈluːka ˈmɔːdritɕ], født 9. september 1985 i Zadar) er en kroatisk fodboldspiller, som spiller for A.C. Milan, samt det kroatiske landshold, som han er anfører for.
Han vandt Ballon d'Or i 2018, efter et succesfuldt år, hvor han vandt sølv ved VM i fodbold med sit landshold, og vandt Champions League med Real Madrid.

## Landsholdskarriere
Modric´ fik debut på det kroatiske landshold i april 2006, i en venskabskamp mod Argentina. Han var desuden med landsholdet til VM i 2006, hvor han spillede i to gruppekampe. Han scorede sit første mål i en sejr over Italien i august 2006. Han var også med Kroatien til EM i 2008, hvor han scorede to mål, og kom på turneringens hold. Kroatien lykkedes ikke med at kvalificere sig til VM i 2010, og røg ud i gruppespillet til EM i 2012, hvor Modric dog startede i alle kampe. Til VM i 2014 lykkedes det at kvalificere sig, men også her røg Kroatien ud i gruppespillet, og Modric fik en fodskade.
Til VM i 2018 lykkedes det Kroatien at nå finalen, som de efterfølgende tabte med 4-2 til Frankrig. Modric scorede to mål, begge i gruppespillet mod henholdsvis Nigeria og Argentina. I knockout-fasen brændte Modric et straffespark mod Danmark i ottendedelsfinalen, som Kroatien vandt på straffesparkskonkurrence, og leverede en assist imod Rusland i kvartfinalen. Modric blev generelt hyldet for sine præstationer ved turneringen, og blev kåret til turneringens spiller af FIFA, samt kom på turneringens hold.
Kroatien og Modric kvalificerede sig dernæst til det udskudte EM i 2020, hvor Kroatien røg ud til Spanien i ottendedelsfinalen. Til VM i 2022 lykkedes det Kroatien at vinde bronze, efter en 2-1 sejr over Marokko, og Modric kom igen på turneringens hold.